# Tractatus de pomo
Il libro della mela (in arabo: Risālat al-Tuffāha; in latino Tractatus de pomo et morte incliti principis philosophorum Aristotelis) è un'opera araba neoplatonica medievale di paternità sconosciuta. Fu attribuita falsamente ad Aristotele; la sua data di composizione è sconosciuta, sebbene sia anteriore al X secolo d.C. 
Il suo titolo deriva dal fatto che il dialogo centrale presenta Aristotele che discute sul tema dell'immortalità mentre sta morendo; egli viene periodicamente ravvivato ed energizzato dall'odore di una mela. Nonostante il suo carattere spurio, è stato inserito e commentato nella Encyclopedia of the Brethren of Purity (Enciclopedia dei fratelli della purezza).